# Palacio Subercaseaux (Valparaíso)
El Edificio Subercaseaux es un inmueble ubicado en el barrio Puerto de la ciudad de Valparaíso, Chile. Fue construido en el año 1867, y se encuentra en ruinas desde la explosión e incendio de calle Serrano, el 3 de febrero de 2007.

## Historia
El edificio fue construido en 1867 para el General Ramón Herrera, en terrenos pertenecientes a su esposa, que antes habían albergado el Hotel de L'Unión.
Otras fuentes indican, sin precisar el origen de la información, que en el año 1881 Antonio Subercaseaux le compró un terreno a Agustín Edwards para edificar su residencia, y en 1895 comenzó la construcción del edificio, que sería obra del arquitecto Fermín Vivaceta. Sin embargo, esto queda descartado al revisar fotografías de época.
Luego de que la explosión en la calle Serrano dejara en ruinas al edificio y otros inmuebles del sector, la Municipalidad de Valparaíso compró el inmueble para entregarlo en concesión a un proyecto comercial. Este proyecto no prosperó, y a mediados de 2012 el Ministerio de Vivienda y Urbanismo ofreció construir sus oficinas regionales en el lugar. Para 2016 se desechó esta idea, y en diciembre de 2017 la Empresa Portuaria de Valparaíso compró el predio al municipio con la intención de construir su nueva sede corporativa, con un edificio de cuatro pisos y una terraza panorámica. Sin embargo, en enero de 2019 se comunicó que el proyecto se cancelaba.
El 15 de octubre de 2020, el Consejo Regional de Valparaíso aprobó la compra del palacio, para licitar el proyecto de diseño que incluirá el Archivo Regional de Valparaíso, las oficinas regionales del Servicio del Patrimonio Cultural, un depósito legal del Museo de Historia Natural de Valparaíso y un espacio para actividades culturales.

## Descripción
De estilo neoclásico, la edificación presenta dos niveles y una mansarda. Ocupa toda la manzana, con una relación perimetral unitaria con dos calles y dos pasajes.